# Virginia Slims World Championship Series 1984
Il Virginia Slims World Championship Series 1984 è iniziato il 2 gennaio con il Virginia Slims of Washington e il Virginia Slims of Nashville e si è concluso il 6 gennaio 1985 con la finale del Ginny Championships.
Nel 1984 la Virginia Slims continuò, dopo la definitiva riacquisizione totale della sponsorship del 1983, ad organizzare un unico tour mondiale del tennis femminile

## Gennaio
| Settimana  | Torneo | Vincitrici                                     | Finaliste                       | Semifinaliste                        | Eliminate ai quarti                                               |
| ---------- | --- | ---------------------------------------------- | ------------------------------- | ------------------------------------ | ----------------------------------------------------------------- |
| 2 gennaio  | Virginia Slims of Nashville 1984 Nashville, TN, USA 50 000 $ - Cemento (i) - 32S/16D Singolare - Doppio         | Jenny Klitch 6-2, 6-1                          | Pam Teeguarden                  | Kathleen Cummings Sandra Cecchini    | Nathalie Herreman Lucia Romanov M. Calleja Trey Lewis             |
| 2 gennaio  | Virginia Slims of Nashville 1984 Nashville, TN, USA 50 000 $ - Cemento (i) - 32S/16D Singolare - Doppio         | Sherry Acker Candy Reynolds 5-7, 7-6, 7-6      | Mary Lou Daniels Paula Smith    | Kathleen Cummings Sandra Cecchini    | Nathalie Herreman Lucia Romanov M. Calleja Trey Lewis             |
| 2 gennaio  | Virginia Slims of Washington 1984 Washington, USA 150 000 $ - Sintetico (i) - 32S/16D Singolare - Doppio        | Hana Mandlíková 6-1, 6-1                       | Zina Garrison                   | Pam Casale Helena Suková             | Lisa Bonder-Kreiss Kathleen Horvath Bonnie Gadusek Barbara Potter |
| 2 gennaio  | Virginia Slims of Washington 1984 Washington, USA 150 000 $ - Sintetico (i) - 32S/16D Singolare - Doppio        | Barbara Potter Sharon Walsh 6-1, 6-7, 6-2      | Leslie Allen Anne White         | Pam Casale Helena Suková             | Lisa Bonder-Kreiss Kathleen Horvath Bonnie Gadusek Barbara Potter |
| 9 gennaio  | Virginia Slims of California 1984 Oakland, CA, USA 150 000 $ - Sintetico (i) - 32S/16D Singolare - Doppio       | Hana Mandlíková 7,6, 3-6, 6-4                  | Martina Navrátilová             | Helena Suková Pam Shriver            | Zina Garrison Eva Pfaff Bettina Bunge Andrea Jaeger               |
| 9 gennaio  | Virginia Slims of California 1984 Oakland, CA, USA 150 000 $ - Sintetico (i) - 32S/16D Singolare - Doppio       | Martina Navrátilová Pam Shriver 6-2, 6-3       | Rosie Casals Alycia Moulton     | Helena Suková Pam Shriver            | Zina Garrison Eva Pfaff Bettina Bunge Andrea Jaeger               |
| 9 gennaio  | Virginia Slims of Pennsylvania 1984 Hershey, PN,USA 50 000 $ - Sintetico (i) - 32S/16D Singolare - Doppio       | Catarina Lindqvist 6-4, 6-0                    | Beth Herr                       | Camille Benjamin Amanda Brown        | Kathrin Keil Laura Gildemeister Anne Minter Mary Lou Daniels      |
| 9 gennaio  | Virginia Slims of Pennsylvania 1984 Hershey, PN,USA 50 000 $ - Sintetico (i) - 32S/16D Singolare - Doppio       | Marcela Skuherská Kateřina Skronská 6-1, 6-3   | Ann Henricksson Nancy Yeargin   | Camille Benjamin Amanda Brown        | Kathrin Keil Laura Gildemeister Anne Minter Mary Lou Daniels      |
| 16 gennaio | Virginia Slims of Denver 1984 Denver, CO, USA 50 000 $ - Cemento (i) - 32S/16D Singolare - Doppio               | Mary Lou Daniels 6-1, 6-1                      | Kim Sands                       | Sophie Amiach Laura Gildemeister     | Natascia Reva Vicki Nelson-Dunbar Amanda Brown Marcela Skuherská  |
| 16 gennaio | Virginia Slims of Denver 1984 Denver, CO, USA 50 000 $ - Cemento (i) - 32S/16D Singolare - Doppio               | Marcella Mesker Anne Hobbs 6-2, 6-3            | Sherry Acker Candy Reynolds     | Sophie Amiach Laura Gildemeister     | Natascia Reva Vicki Nelson-Dunbar Amanda Brown Marcela Skuherská  |
| 23 gennaio | WTA Marco Island 1984 Marco Island, FL, USA 100 000 $ - Terra rossa - 32S/16D Singolare - Doppio                | Bonnie Gadusek 3-6, 6-0, 6-4                   | Kathleen Horvath                | Camille Benjamin Virginia Ruzici     | Zina Garrison Ivanna Madruga-Osses Pam Casale Laura Gildemeister  |
| 23 gennaio | WTA Marco Island 1984 Marco Island, FL, USA 100 000 $ - Terra rossa - 32S/16D Singolare - Doppio                | Hana Mandlíková Helena Suková 6-2, 6-3         | Anne Hobbs Andrea Jaeger        | Camille Benjamin Virginia Ruzici     | Zina Garrison Ivanna Madruga-Osses Pam Casale Laura Gildemeister  |
| 23 gennaio | Pittsburgh Open 1984 Pittsburgh, PN, USA 50 000 $ - Sintetico (i) - 32S/16D Singolare - Doppio                  | Andrea Leand 0-6, 6-2, 6-4                     | Pascale Paradis                 | Rosalyn Fairbank Peanut Louie-Harper | Catherine Suire Marcella Mesker Lea Antonoplis Etsuko Inoue       |
| 23 gennaio | Pittsburgh Open 1984 Pittsburgh, PN, USA 50 000 $ - Sintetico (i) - 32S/16D Singolare - Doppio                  | Christiane Jolissaint Marcella Mesker 6-2, 6-3 | Anna Maria Fernández Trey Lewis | Rosalyn Fairbank Peanut Louie-Harper | Catherine Suire Marcella Mesker Lea Antonoplis Etsuko Inoue       |
| 30 gennaio | Virginia Slims of Houston 1984 Houston, TX, USA 150 000 $ - Sintetico (i) - 32S/16D Singolare - Doppio          | Hana Mandlíková 6-4, 6-2                       | Manuela Maleeva                 | Wendy Turnbull Barbara Potter        | Andrea Jaeger Zina Garrison Carling Bassett-Seguso Eva Pfaff      |
| 30 gennaio | Virginia Slims of Houston 1984 Houston, TX, USA 150 000 $ - Sintetico (i) - 32S/16D Singolare - Doppio          | Mima Jaušovec Anne White 6-4, 3-6, 7-6         | Barbara Potter Sharon Walsh     | Wendy Turnbull Barbara Potter        | Andrea Jaeger Zina Garrison Carling Bassett-Seguso Eva Pfaff      |
| 30 gennaio | Virginia Slims of Indianapolis 1984 Indianapolis, IN, USA 50 000 $ - Sintetico (i) - 32S/16D Singolare - Doppio | Joanne Russell 7-6, 6-2                        | Pascale Paradis                 | Pat Medrado Terry Holladay           | Corrinne Vanier Beverly Mould Sandra Cecchini Nancy Yeargin       |
| 30 gennaio | Virginia Slims of Indianapolis 1984 Indianapolis, IN, USA 50 000 $ - Sintetico (i) - 32S/16D Singolare - Doppio | Cláudia Monteiro Yvonne Vermaak 6-4, 6-7, 7-5  | Beverly Mould Elizabeth Smylie  | Pat Medrado Terry Holladay           | Corrinne Vanier Beverly Mould Sandra Cecchini Nancy Yeargin       |

## Febbraio
| Settimana   | Torneo                                                                                                 | Vincitrici                                    | Finaliste                  | Semifinaliste                   | Eliminate ai quarti                                                         |
| ----------- | --- | --------------------------------------------- | -------------------------- | ------------------------------- | --------------------------------------------------------------------------- |
| 6 febbraio  | Virginia Slims of Chicago 1984 Chicago, IL, USA 150 000 $ - Sintetico (i) - 32S/16D Singolare - Doppio | Pam Shriver 7-6, 2-6, 6-3                     | Barbara Potter             | Wendy Turnbull Helena Suková    | Bonnie Gadusek Carling Bassett-Seguso Kathy Rinaldi Stunkel Marcella Mesker |
| 6 febbraio  | Virginia Slims of Chicago 1984 Chicago, IL, USA 150 000 $ - Sintetico (i) - 32S/16D Singolare - Doppio | Billie Jean King Sharon Walsh 5-7, 6-3, 6-3   | Barbara Potter Pam Shriver | Wendy Turnbull Helena Suková    | Bonnie Gadusek Carling Bassett-Seguso Kathy Rinaldi Stunkel Marcella Mesker |
| 20 febbraio | US Indoors 1984 East Hanover, NJ, USA 150 000 $ - Sintetico (i) - 32S/16D Singolare - Doppio           | Martina Navrátilová 6-2, 7-6                  | Chris Evert                | Marcella Mesker Manuela Maleeva | Pam Casale Jo Durie Bonnie Gadusek Sylvia Hanika                            |
| 20 febbraio | US Indoors 1984 East Hanover, NJ, USA 150 000 $ - Sintetico (i) - 32S/16D Singolare - Doppio           | Martina Navrátilová Pam Shriver 5-7, 6-3, 6-3 | Jo Durie Ann Kiyomura      | Marcella Mesker Manuela Maleeva | Pam Casale Jo Durie Bonnie Gadusek Sylvia Hanika                            |
| 27 febbraio | Virginia Slims Championships 1984 New York, USA Sintetico indoor Singolare - Doppio                    | Martina Navrátilová 6-3, 7-5, 6-1             | Chris Evert                | Pam Shriver Barbara Potter      | Carling Bassett-Seguso Hana Mandlíková Kathleen Horvath Helena Suková       |
| 27 febbraio | Virginia Slims Championships 1984 New York, USA Sintetico indoor Singolare - Doppio                    | Martina Navrátilová Pam Shriver 6-3, 6-1      | Jo Durie Ann Kiyomura      | Pam Shriver Barbara Potter      | Carling Bassett-Seguso Hana Mandlíková Kathleen Horvath Helena Suková       |

## Marzo
| Settimana | Torneo | Vincitrici                               | Finaliste                         | Semifinaliste                                               | Eliminate ai quarti                                                                                                  |
| --------- | --- | ---------------------------------------- | --------------------------------- | ----------------------------------------------------------- | --- |
| 5 March   | World Doubles Championships 1984 Tokyo, Giappone 200 000 $ - Sintetico (i) - 8D Doppio                          | Ann Kiyomura / Pam Shriver 6-3, 6-7, 6-3 | Barbara Jordan / Elizabeth Smylie | Billie Jean King / Sharon Walsh Anne Hobbs / Wendy Turnbull | Gigi Fernández / Beth Herr Bonnie Gadusek / Wendy White Alycia Moulton / Paula Smith Andrea Leand / Mary Lou Daniels |
| 12 marzo  | Virginia Slims of Florida 1984 Palm Beach Gardens, FL, USA 150 000 $ - Terra rossa - 32S/16D Singolare - Doppio | Chris Evert 6-0, 6-1                     | Bonnie Gadusek                    | Carling Bassett-Seguso Zina Garrison                        | Manuela Maleeva Terry Phelps Ivanna Madruga-Osses Raffaella Reggi                                                    |
| 12 marzo  | Virginia Slims of Florida 1984 Palm Beach Gardens, FL, USA 150 000 $ - Terra rossa - 32S/16D Singolare - Doppio | Betsy Nagelsen Anne White 2-6, 6-2, 6-2  | Rosalyn Fairbank Candy Reynolds   | Carling Bassett-Seguso Zina Garrison                        | Manuela Maleeva Terry Phelps Ivanna Madruga-Osses Raffaella Reggi                                                    |
| 19 marzo  | Virginia Slims of Dallas 1984 Dallas, TX, USA 150 000 $ - Sintetico (i) - 32S/16D Singolare - Doppio            | Hana Mandlíková 7-6, 3-6, 6-1            | Kathy Jordan                      | Zina Garrison Pam Shriver                                   | Joanne Russell Helena Suková Virginia Ruzici Kim Shaefer                                                             |
| 19 marzo  | Virginia Slims of Dallas 1984 Dallas, TX, USA 150 000 $ - Sintetico (i) - 32S/16D Singolare - Doppio            | Leslie Allen Anne White 6-4, 5-7, 6-2    | Sandy Collins Elizabeth Smylie    | Zina Garrison Pam Shriver                                   | Joanne Russell Helena Suková Virginia Ruzici Kim Shaefer                                                             |
| 26 marzo  | Virginia Slims of Boston 1984 Boston, MS, USA 150 000 $ - Sintetico (i) - 32S/16D Singolare - Doppio            | Hana Mandlíková 7-5, 6-0                 | Helena Suková                     | Beth Herr Kathy Jordan                                      | Pam Casale Alycia Moulton Barbara Potter Bettina Bunge                                                               |
| 26 marzo  | Virginia Slims of Boston 1984 Boston, MS, USA 150 000 $ - Sintetico (i) - 32S/16D Singolare - Doppio            | Barbara Potter Sharon Walsh 7-6, 6-0     | Andrea Leand Mary Lou Daniels     | Beth Herr Kathy Jordan                                      | Pam Casale Alycia Moulton Barbara Potter Bettina Bunge                                                               |

## Aprile
| Settimana | Torneo | Vincitrici                                         | Finaliste                     | Semifinaliste                                         | Eliminate ai quarti                                                                                           |
| --------- | --- | -------------------------------------------------- | ----------------------------- | ----------------------------------------------------- | --- |
| 2 aprile  | Miami Classic 1984 Miami, FL, USA 50 000 $ - Terra rossa - 32S/16D Singolare - Doppio                             | Laura Gildemeister 6-3, 6-2                        | Petra Huber                   | non conosciuta (bandiera) · non conosciuta (bandiera) | non conosciuta (bandiera) · non conosciuta (bandiera) · non conosciuta (bandiera) · non conosciuta (bandiera) |
| 2 aprile  | Miami Classic 1984 Miami, FL, USA 50 000 $ - Terra rossa - 32S/16D Singolare - Doppio                             | Pat Medrado Yvonne Vermaak 6-3, 6-3                | Kate Latham Janet Newberry    | non conosciuta (bandiera) · non conosciuta (bandiera) | non conosciuta (bandiera) · non conosciuta (bandiera) · non conosciuta (bandiera) · non conosciuta (bandiera) |
| 9 aprile  | Family Circle Cup 1984 Hilton Head, SC, USA 200 000 $ - Terra verde- 32S/16D Singolare - Doppio                   | Chris Evert 6-2, 6-3                               | Claudia Kohde Kilsch          | Zina Garrison Carling Bassett-Seguso                  | Sylvia Hanika Sabrina Goleš Christiane Jolissaint Kathleen Horvath                                            |
| 9 aprile  | Family Circle Cup 1984 Hilton Head, SC, USA 200 000 $ - Terra verde- 32S/16D Singolare - Doppio                   | Claudia Kohde Kilsch Hana Mandlíková 6-3, 6-3      | Anne Hobbs Sharon Walsh       | Zina Garrison Carling Bassett-Seguso                  | Sylvia Hanika Sabrina Goleš Christiane Jolissaint Kathleen Horvath                                            |
| 16 aprile | Bausch & Lomb Championships 1984 Amelia Island, USA 250 000 $ - Terra verde- 56S/32D Singolare - Doppio           | Martina Navrátilová 6-2, 6-0                       | Chris Evert                   | Hana Mandlíková Manuela Maleeva                       | Catherine Tanvier Kathleen Horvath Zina Garrison Sylvia Hanika                                                |
| 16 aprile | Bausch & Lomb Championships 1984 Amelia Island, USA 250 000 $ - Terra verde- 56S/32D Singolare - Doppio           | Kathy Jordan Anne Smith 6-3, 6-3                   | Anne Hobbs Mima Jaušovec      | Hana Mandlíková Manuela Maleeva                       | Catherine Tanvier Kathleen Horvath Zina Garrison Sylvia Hanika                                                |
| 23 aprile | Taranto Open 1984 Taranto, Italia 50 000 $ - Terra rossa - 56S/32D Singolare - Doppio                             | Sandra Cecchini 6-2, 7-5                           | Sabrina Goleš                 | non conosciuta (bandiera) · non conosciuta (bandiera) | non conosciuta (bandiera) · non conosciuta (bandiera) · non conosciuta (bandiera) · non conosciuta (bandiera) |
| 23 aprile | Taranto Open 1984 Taranto, Italia 50 000 $ - Terra rossa - 56S/32D Singolare - Doppio                             | Sabrina Goleš Petra Huber 6-3, 6-3                 | Elena Eliseenko Natascia Reva | non conosciuta (bandiera) · non conosciuta (bandiera) | non conosciuta (bandiera) · non conosciuta (bandiera) · non conosciuta (bandiera) · non conosciuta (bandiera) |
| 23 aprile | United Airlines Tournament of Champions 1984 Orlando, FL, USA 200 000 $ - Terra rossa - 28S/7D Singolare - Doppio | Martina Navrátilová 6-2, 7-5                       | Laura Gildemeister            | Bonnie Gadusek Lisa Bonder-Kreiss                     | Kathleen Horvath Sylvia Hanika Jo Durie Andrea Temesvári                                                      |
| 23 aprile | United Airlines Tournament of Champions 1984 Orlando, FL, USA 200 000 $ - Terra rossa - 28S/7D Singolare - Doppio | Claudia Kohde Kilsch Hana Mandlíková 6-0, 1-6, 6-3 | Anne Hobbs Wendy Turnbull     | Bonnie Gadusek Lisa Bonder-Kreiss                     | Kathleen Horvath Sylvia Hanika Jo Durie Andrea Temesvári                                                      |
| 30 aprile | South African Open 1984 Johannesburg, Sudafrica 150 000 $ - Cemento (i) - 32S/16D Singolare - Doppio              | Chris Evert 6-3, 6-0                               | Andrea Jaeger                 | Anne White Rene Uys                                   | Andrea Leand Sandy Collins Annabel Croft Ann Henricksson                                                      |
| 30 aprile | South African Open 1984 Johannesburg, Sudafrica 150 000 $ - Cemento (i) - 32S/16D Singolare - Doppio              | Rosalyn Fairbank Beverly Mould 6-1, 6-2            | Sandy Collins Andrea Leand    | Anne White Rene Uys                                   | Andrea Leand Sandy Collins Annabel Croft Ann Henricksson                                                      |

## Maggio
| Settimana             | Torneo                                                                                            | Vincitrici                                      | Finaliste                            | Semifinaliste                             | Eliminate ai quarti                                                      |
| --------------------- | ------------------------------------------------------------------------------------------------- | ----------------------------------------------- | ------------------------------------ | ----------------------------------------- | ------------------------------------------------------------------------ |
| 7 maggio              | WTA Swiss Open 1984 Lugano, Svizzera 100 000 $ - Terra rossa - 32S/16D Singolare - Doppio         | Manuela Maleeva 6-1, 6-1                        | Iva Budařová                         | Kathleen Horvath Raffaella Reggi          | Kateřina Skronská Marcella Mesker Ivanna Madruga-Osses Etsuko Inoue      |
| 7 maggio              | WTA Swiss Open 1984 Lugano, Svizzera 100 000 $ - Terra rossa - 32S/16D Singolare - Doppio         | Christiane Jolissaint Marcella Mesker 6-1, 6-2  | Iva Budařová Marcela Skuherská       | Kathleen Horvath Raffaella Reggi          | Kateřina Skronská Marcella Mesker Ivanna Madruga-Osses Etsuko Inoue      |
| 14 maggio             | WTA German Open 1984 Berlino, Germania 150 000 $ - Terra rossa - 56S/32D Singolare - Doppio       | Claudia Kohde Kilsch 7-6, 6-1                   | Kathleen Horvath                     | Kathy Rinaldi-Stunkel Catherine Tanvier   | Steffi Graf Helena Suková Andrea Leand Sabrina Goleš                     |
| 14 maggio             | WTA German Open 1984 Berlino, Germania 150 000 $ - Terra rossa - 56S/32D Singolare - Doppio       | Anne Hobbs Candy Reynolds 6-3, 4-6, 7-6         | Kathleen Horvath Virginia Ruzici     | Kathy Rinaldi-Stunkel Catherine Tanvier   | Steffi Graf Helena Suková Andrea Leand Sabrina Goleš                     |
| 21 maggio             | Internazionali d'Italia 1984 Perugia, Italia 150 000 $ - Terra rossa - 56S/32D Singolare - Doppio | Manuela Maleeva 6-3, 6-3                        | Chris Evert                          | Lisa Bonder-Kreiss Carling Bassett-Seguso | Andrea Temesvári Raffaella Reggi Yvonne Vermaak Virginia Ruzici          |
| 21 maggio             | Internazionali d'Italia 1984 Perugia, Italia 150 000 $ - Terra rossa - 56S/32D Singolare - Doppio | Iva Budařová Helena Suková 7-6, 1-6, 6-4        | Kathleen Horvath Virginia Ruzici     | Lisa Bonder-Kreiss Carling Bassett-Seguso | Andrea Temesvári Raffaella Reggi Yvonne Vermaak Virginia Ruzici          |
| 28 maggio 2 settimane | Open di Francia 1984 Parigi, Francia Terra rossa Singolare - Doppio - Misto                       | Martina Navrátilová 6-3, 6-1                    | Chris Evert                          | Hana Mandlíková Camille Benjamin          | Kathleen Horvath Melissa Brown Lisa Bonder-Kreiss Carling Bassett-Seguso |
| 28 maggio 2 settimane | Open di Francia 1984 Parigi, Francia Terra rossa Singolare - Doppio - Misto                       | Martina Navrátilová Pam Shriver 5-7, 6-3, 6-2   | Claudia Kohde Kilsch Hana Mandlíková | Hana Mandlíková Camille Benjamin          | Kathleen Horvath Melissa Brown Lisa Bonder-Kreiss Carling Bassett-Seguso |
| 28 maggio 2 settimane | Open di Francia 1984 Parigi, Francia Terra rossa Singolare - Doppio - Misto                       | Doppio misto: Anne Smith Dick Stockton 6-2, 6-4 | Anne Minter Laurie Warder            | Hana Mandlíková Camille Benjamin          | Kathleen Horvath Melissa Brown Lisa Bonder-Kreiss Carling Bassett-Seguso |

## Giugno
| Settimana             | Torneo                                                                                    | Vincitrici                                       | Finaliste                       | Semifinaliste                    | Eliminate ai quarti                                          |
| --------------------- | ----------------------------------------------------------------------------------------- | ------------------------------------------------ | ------------------------------- | -------------------------------- | ------------------------------------------------------------ |
| 11 giugno             | DFS Classic 1984 Birmingham, Gran Bretagna Erba Singolare - Doppio                        | Pam Shriver 7-6, 6-3                             | Anne White                      | Bettina Bunge Anne Hobbs         | Terry Holladay Wendy White Elizabeth Smylie Camille Benjamin |
| 11 giugno             | DFS Classic 1984 Birmingham, Gran Bretagna Erba Singolare - Doppio                        | Leslie Allen Anne White 7-5, 6-3                 | Barbara Jordan Elizabeth Smylie | Bettina Bunge Anne Hobbs         | Terry Holladay Wendy White Elizabeth Smylie Camille Benjamin |
| 18 giugno             | International Women's Open 1984 Eastbourne, Gran Bretagna Erba Singolare - Doppio         | Martina Navrátilová 6-4, 6-1                     | Kathy Jordan                    | Claudia Kohde Kilsch Chris Evert | Wendy Turnbull Barbara Potter Terry Phelps Helena Suková     |
| 18 giugno             | International Women's Open 1984 Eastbourne, Gran Bretagna Erba Singolare - Doppio         | Martina Navrátilová Pam Shriver 6-4, 6-2         | Jo Durie Ann Kiyomura           | Claudia Kohde Kilsch Chris Evert | Wendy Turnbull Barbara Potter Terry Phelps Helena Suková     |
| 25 giugno 2 settimane | Torneo di Wimbledon 1984 Wimbledon, Londra, Gran Bretagna Erba Singolare - Doppio - Misto | Martina Navrátilová 7-6 (7-5), 6-2               | Chris Evert                     | Kathy Jordan Hana Mandlíková     | Manuela Maleeva Pam Shriver Jo Durie Carina Karlsson         |
| 25 giugno 2 settimane | Torneo di Wimbledon 1984 Wimbledon, Londra, Gran Bretagna Erba Singolare - Doppio - Misto | Martina Navrátilová Pam Shriver 6-3, 6-4         | Kathy Jordan Anne Smith         | Kathy Jordan Hana Mandlíková     | Manuela Maleeva Pam Shriver Jo Durie Carina Karlsson         |
| 25 giugno 2 settimane | Torneo di Wimbledon 1984 Wimbledon, Londra, Gran Bretagna Erba Singolare - Doppio - Misto | Doppio misto: Wendy Turnbull John Lloyd 6-3, 6-3 | Kathy Jordan Steve Denton       | Kathy Jordan Hana Mandlíková     | Manuela Maleeva Pam Shriver Jo Durie Carina Karlsson         |

## Luglio
| Settimana | Torneo                                                                      | Vincitrici                                        | Finaliste                       | Semifinaliste                      | Eliminate ai quarti                                           |
| --------- | --------------------------------------------------------------------------- | ------------------------------------------------- | ------------------------------- | ---------------------------------- | ------------------------------------------------------------- |
| 9 luglio  | Brasil Open 1984 Rio de Janeiro, Brasile Cemento Singolare - Doppio         | Sandra Cecchini 6-3, 6-3                          | Adriana Villagrán-Reami         | Emilse Raponi Longi Sylvana Campos | Gabriela Sabatini Marianne Groat Eun-Sook Han Emiko Sakaguchi |
| 9 luglio  | Brasil Open 1984 Rio de Janeiro, Brasile Cemento Singolare - Doppio         | Jill Hetherington Hélène Pelletier 6-3, 2-6, 7-6  | Penny Barg-Mager Kylie Copeland | Emilse Raponi Longi Sylvana Campos | Gabriela Sabatini Marianne Groat Eun-Sook Han Emiko Sakaguchi |
| 30 luglio | Hall of Fame Tennis Championships 1984 Newport, USA Erba Singolare - Doppio | Martina Navrátilová 6-3, 7-6                      | Gigi Fernández                  | Anne Minter Rosalyn Fairbank       | Wendy White Lea Antonoplis Beverly Mould Kim Steinmetz        |
| 30 luglio | Hall of Fame Tennis Championships 1984 Newport, USA Erba Singolare - Doppio | Anna Maria Fernández Peanut Louie-Harper 7-5, 7-6 | Lea Antonoplis Beverly Mould    | Anne Minter Rosalyn Fairbank       | Wendy White Lea Antonoplis Beverly Mould Kim Steinmetz        |

## Agosto
| Settimana             | Torneo                                                                            | Vincitrici                                                | Finaliste                            | Semifinaliste                         | Eliminate ai quarti                                              |
| --------------------- | --------------------------------------------------------------------------------- | --------------------------------------------------------- | ------------------------------------ | ------------------------------------- | ---------------------------------------------------------------- |
| 6 agosto              | US Clay Court Championships 1984 Indianapolis, USA Terra rossa Singolare - Doppio | Manuela Maleeva 6-4, 6-3                                  | Lisa Bonder-Kreiss                   | Andrea Temesvári Pam Casale           | Kathy Rinaldi-Stunkel Terry Phelps Michelle Casati Zina Garrison |
| 6 agosto              | US Clay Court Championships 1984 Indianapolis, USA Terra rossa Singolare - Doppio | Beverly Mould Paula Smith 6-2, 7-5                        | Elise Burgin Joanne Russell          | Andrea Temesvári Pam Casale           | Kathy Rinaldi-Stunkel Terry Phelps Michelle Casati Zina Garrison |
| 8 agosto              | Tennis ai Giochi della XXIII Olimpiade Los Angeles, USA Olimpiadi Cemento         |                                                           |                                      |                                       | Quarto posto                                                     |
| 8 agosto              | Tennis ai Giochi della XXIII Olimpiade Los Angeles, USA Olimpiadi Cemento         |                                                           |                                      |                                       |                                                                  |
| 8 agosto              | Tennis ai Giochi della XXIII Olimpiade Los Angeles, USA Olimpiadi Cemento         |                                                           |                                      |                                       |                                                                  |
| 13 agosto             | WTA New Jersey 1984 Mahwah, Stati Uniti Cemento Singolare - Doppio                | Martina Navrátilová 6-4, 4-6, 7-5                         | Pam Shriver                          | Pam Casale Zina Garrison              | Barbara Potter Manuela Maleeva Bonnie Gadusek Camille Benjamin   |
| 13 agosto             | WTA New Jersey 1984 Mahwah, Stati Uniti Cemento Singolare - Doppio                | Martina Navrátilová Pam Shriver 7-6, 3-6, 6-2             | Jo Durie Ann Kiyomura                | Pam Casale Zina Garrison              | Barbara Potter Manuela Maleeva Bonnie Gadusek Camille Benjamin   |
| 20 agosto             | Canada Open 1984 Montréal, Canada Cemento Singolare - Doppio                      | Chris Evert 6-2, 7-6                                      | Alycia Moulton                       | Helena Suková Catarina Lindqvist      | Jo Durie Claudia Kohde Kilsch Terry Phelps Grace Kim             |
| 20 agosto             | Canada Open 1984 Montréal, Canada Cemento Singolare - Doppio                      | Kathy Jordan Elizabeth Smylie 6-1, 6-2                    | Claudia Kohde Kilsch Hana Mandlíková | Helena Suková Catarina Lindqvist      | Jo Durie Claudia Kohde Kilsch Terry Phelps Grace Kim             |
| 28 agosto 2 settimane | US Open 1984 Flushing Meadows, New York, USA Cemento Singolare - Doppio - Misto   | Martina Navrátilová 4-6 6-4, 6-4                          | Chris Evert                          | Wendy Turnbull Carling Bassett-Seguso | Helena Suková Pam Shriver Hana Mandlíková Sylvia Hanika          |
| 28 agosto 2 settimane | US Open 1984 Flushing Meadows, New York, USA Cemento Singolare - Doppio - Misto   | Martina Navrátilová Pam Shriver 6-2, 6-4                  | Anne Hobbs Wendy Turnbull            | Wendy Turnbull Carling Bassett-Seguso | Helena Suková Pam Shriver Hana Mandlíková Sylvia Hanika          |
| 28 agosto 2 settimane | US Open 1984 Flushing Meadows, New York, USA Cemento Singolare - Doppio - Misto   | Doppio misto: Manuela Maleeva Tom Gullikson 2-6, 7-5, 6-4 | Elizabeth Smylie John Fitzgerald     | Wendy Turnbull Carling Bassett-Seguso | Helena Suková Pam Shriver Hana Mandlíková Sylvia Hanika          |

## Settembre
| Settimana    | Torneo                                                                                  | Vincitrici                                         | Finaliste                                    | Semifinaliste                        | Eliminate ai quarti                                            |
| ------------ | --------------------------------------------------------------------------------------- | -------------------------------------------------- | -------------------------------------------- | ------------------------------------ | -------------------------------------------------------------- |
| 10 settembre | Virginia Slims of Utah 1984 Salt Lake City, USA Cemento Singolare - Doppio              | Yvonne Vermaak 6-1, 6-2                            | Terry Holladay                               | Anne Minter Susan Leo                | Rene Uys Elizabeth Minter Kathleen Cummings Maeve Quinlan      |
| 10 settembre | Virginia Slims of Utah 1984 Salt Lake City, USA Cemento Singolare - Doppio              | Anne Minter Elizabeth Minter 6-2, 7-5              | Heather Crowe Robin White                    | Anne Minter Susan Leo                | Rene Uys Elizabeth Minter Kathleen Cummings Maeve Quinlan      |
| 17 settembre | Maybelline Classic 1984 Fort Lauderdale, USA Cemento Singolare - Doppio                 | Martina Navrátilová 6-1, 6-0                       | Michelle Casati                              | Wendy Turnbull Kathy Rinaldi-Stunkel | Elise Burgin Catherine Tanvier Bonnie Gadusek Terry Phelps     |
| 17 settembre | Maybelline Classic 1984 Fort Lauderdale, USA Cemento Singolare - Doppio                 | Martina Navrátilová Elizabeth Smylie 2-6, 6-2, 6-3 | Barbara Potter Sharon Walsh                  | Wendy Turnbull Kathy Rinaldi-Stunkel | Elise Burgin Catherine Tanvier Bonnie Gadusek Terry Phelps     |
| 17 settembre | San Diego Open 1984 San Diego, Stati Uniti Cemento Singolare - Doppio                   | Debbie Spence 6-3, 6-7, 6-4                        | Betsy Nagelsen                               | Yvonne Vermaak Lisa Spain-Short      | Linda Howell Heather Ludloff Emilse Raponi Paula Smith         |
| 17 settembre | San Diego Open 1984 San Diego, Stati Uniti Cemento Singolare - Doppio                   | Betsy Nagelsen Paula Smith 6-2, 6-4                | Terry Holladay Iwona Kuczyńska               | Yvonne Vermaak Lisa Spain-Short      | Linda Howell Heather Ludloff Emilse Raponi Paula Smith         |
| 24 settembre | Virginia Slims of Richmond 1984 Richmond, USA Cemento Singolare - Doppio                | Joanne Russell 6-3, 4-6, 6-2                       | Michaela Washington                          | Ginny Purdy Kathleen Cummings        | Candy Reynolds Rene Mentz Angelikí Kanellopoúlou Pilar Vásquez |
| 24 settembre | Virginia Slims of Richmond 1984 Richmond, USA Cemento Singolare - Doppio                | Elizabeth Minter Joanne Russell 6-4, 3-6, 7-6      | Jennifer Mundel-Reinbold Felicia Raschiatore | Ginny Purdy Kathleen Cummings        | Candy Reynolds Rene Mentz Angelikí Kanellopoúlou Pilar Vásquez |
| 24 settembre | Virginia Slims of New Orleans 1984 New Orleans, USA Sintetico indoor Singolare - Doppio | Martina Navrátilová 6-4, 6-3                       | Zina Garrison                                | Alycia Moulton Pam Shriver           | Jenny Klitch Wendy Turnbull Terry Holladay Pam Casale          |
| 24 settembre | Virginia Slims of New Orleans 1984 New Orleans, USA Sintetico indoor Singolare - Doppio | Martina Navrátilová Pam Shriver 6-4, 6-1           | Wendy Turbull Sharon Walsh                   | Alycia Moulton Pam Shriver           | Jenny Klitch Wendy Turnbull Terry Holladay Pam Casale          |

## Ottobre
| Settimana  | Torneo                                                                                    | Vincitrici                                       | Finaliste                                   | Semifinaliste                     | Eliminate ai quarti                                               |
| ---------- | ----------------------------------------------------------------------------------------- | ------------------------------------------------ | ------------------------------------------- | --------------------------------- | ----------------------------------------------------------------- |
| 1º ottobre | East West Bank Classic 1984 Los Angeles, Stati Uniti Cemento Singolare - Doppio           | Chris Evert 6-2, 6-3                             | Wendy Turnbull                              | Sylvia Hanika Rosalyn Fairbank    | Alycia Moulton Bettina Bunge Joanne Russell Pam Shriver           |
| 1º ottobre | East West Bank Classic 1984 Los Angeles, Stati Uniti Cemento Singolare - Doppio           | Chris Evert Wendy Turnbull 6-2, 6-4              | Bettina Bunge Eva Pfaff                     | Sylvia Hanika Rosalyn Fairbank    | Alycia Moulton Bettina Bunge Joanne Russell Pam Shriver           |
| 1º ottobre | Borden Classic 1984 Tokyo, Giappone Cemento Singolare - Doppio                            | Etsuko Inoue 6-0, 6-0                            | Beth Herr                                   | Lisa Bonder-Kreiss Masako Yanagi  | Candy Reynolds Shawn Foltz Adriana Villagrán Maeve Quinlan        |
| 1º ottobre | Borden Classic 1984 Tokyo, Giappone Cemento Singolare - Doppio                            | Mercedes Paz Ronni Reis 6-4, 7-5                 | Emilse Raponi Longo Adriana Villagrán-Reami | Lisa Bonder-Kreiss Masako Yanagi  | Candy Reynolds Shawn Foltz Adriana Villagrán Maeve Quinlan        |
| 8 ottobre  | Eckerd Tennis Open 1984 Tarpon Springs, USA Terra Singolare - Doppio                      | Michelle Casati 6-1, 7-6                         | Carling Bassett-Seguso                      | Camille Benjamin Pam Casale       | Hana Mandlíková Bonnie Gadusek Peanut Louie-Harper Gigi Fernández |
| 8 ottobre  | Eckerd Tennis Open 1984 Tarpon Springs, USA Terra Singolare - Doppio                      | Carling Bassett-Seguso Elizabeth Smylie 6-4, 6-3 | Mary Lou Daniels Wendy White                | Camille Benjamin Pam Casale       | Hana Mandlíková Bonnie Gadusek Peanut Louie-Harper Gigi Fernández |
| 8 ottobre  | Japan Open Tennis Championships 1984 Tokyo, Giappone Cemento Singolare - Doppio           | Lilian Kelaidis 6-4, 6-2                         | Shawn Foltz                                 | Myriam Schropp Molly van Nostrand | Beth Herr Kathrin Keil Betsy Nagelsen Emilse Raponi Longo         |
| 8 ottobre  | Japan Open Tennis Championships 1984 Tokyo, Giappone Cemento Singolare - Doppio           | Betsy Nagelsen Candy Reynolds 6-3, 6-2           | Emilse Raponi Longo Adriana Villagrán-Reami | Myriam Schropp Molly van Nostrand | Beth Herr Kathrin Keil Betsy Nagelsen Emilse Raponi Longo         |
| 15 ottobre | Porsche Tennis Grand Prix 1984 Filderstadt, Germania Cemento (indoor) Singolare - Doppio  | Catarina Lindqvist 6-1, 6-4                      | Steffi Graf                                 | Andrea Leand Terry Phelps         | Eva Pfaff Claudia Kohde Kilsch Helena Suková Bettina Bunge        |
| 15 ottobre | Porsche Tennis Grand Prix 1984 Filderstadt, Germania Cemento (indoor) Singolare - Doppio  | Claudia Kohde Kilsch Helena Suková 6-2, 4-6, 6-3 | Bettina Bunge Eva Pfaff                     | Andrea Leand Terry Phelps         | Eva Pfaff Claudia Kohde Kilsch Helena Suková Bettina Bunge        |
| 22 ottobre | Brighton International 1984 Brighton, Gran Bretagna Sintetico (indoor) Singolare - Doppio | Sylvia Hanika 6-3, 1-6, 6-2                      | Joanne Russell                              | Andrea Temesvári Pascale Paradis  | Pam Shriver Virginia Ruzici Jo Durie Catherine Tanvier            |
| 22 ottobre | Brighton International 1984 Brighton, Gran Bretagna Sintetico (indoor) Singolare - Doppio | Alycia Moulton Paula Smith 6-7, 6-3, 7-5         | Barbara Potter Sharon Walsh                 | Andrea Temesvári Pascale Paradis  | Pam Shriver Virginia Ruzici Jo Durie Catherine Tanvier            |
| 29 ottobre | Open di Zurigo 1984 Zurigo, Svizzera Sintetico indoor Singolare - Doppio                  | Zina Garrison 6-1, 0-6, 6-2                      | Claudia Kohde Kilsch                        | Andrea Temesvári Manuela Maleeva  | Beth Herr Sandra Cecchini Katerina Maleeva Helena Suková          |
| 29 ottobre | Open di Zurigo 1984 Zurigo, Svizzera Sintetico indoor Singolare - Doppio                  | Andrea Leand Andrea Temesvári 6-1, 6-3           | Claudia Kohde Kilsch Hana Mandlíková        | Andrea Temesvári Manuela Maleeva  | Beth Herr Sandra Cecchini Katerina Maleeva Helena Suková          |

## Novembre
| Settimana               | Torneo                                                              | Vincitrici                                  | Finaliste                          | Semifinaliste                      | Eliminate ai quarti                                                |
| ----------------------- | ------------------------------------------------------------------- | ------------------------------------------- | ---------------------------------- | ---------------------------------- | ------------------------------------------------------------------ |
| 12 novembre             | Lion's Cup 1984 Tokyo, Giappone Sintetico (indoor) Singolare        | Manuela Maleeva 6-1, 1-6, 6-4               | Hana Mandlíková                    |                                    |                                                                    |
| 12 novembre             | Queensland Open 1984 Brisbane, Australia Erba Singolare - Doppio    | Helena Suková 6-4, 6-4                      | Elizabeth Smylie                   | Bettina Bunge Pascale Paradis      | Pam Shriver Catarina Lindqvist Barbara Potter Eva Pfaff            |
| 12 novembre             | Queensland Open 1984 Brisbane, Australia Erba Singolare - Doppio    | Martina Navrátilová Pam Shriver 6-3, 6-2    | Bettina Bunge Eva Pfaff            | Bettina Bunge Pascale Paradis      | Pam Shriver Catarina Lindqvist Barbara Potter Eva Pfaff            |
| 19 novembre             | New South Wales Open 1984 Sydney, Australia Erba Singolare - Doppio | Martina Navrátilová 6-1, 6-1                | Ann Henricksson                    | Zina Garrison Wendy Turnbull       | Yvonne Vermaak Claudia Kohde Kilsch Gigi Fernández Marcella Mesker |
| 19 novembre             | New South Wales Open 1984 Sydney, Australia Erba Singolare - Doppio | Claudia Kohde Kilsch Helena Suková 6-2, 7-6 | Wendy Turnbull Sharon Walsh        | Zina Garrison Wendy Turnbull       | Yvonne Vermaak Claudia Kohde Kilsch Gigi Fernández Marcella Mesker |
| 26 novembre 2 settimane | Australian Open 1984 Melbourne, Australia Erba Singolare - Doppio   | Chris Evert 6-7 (4-7) 6-1, 6-3              | Helena Suková                      | Martina Navrátilová Wendy Turnbull | Barbara Potter Pam Shriver Sharon Walsh Sophie Amiach              |
| 26 novembre 2 settimane | Australian Open 1984 Melbourne, Australia Erba Singolare - Doppio   | Martina Navrátilová Pam Shriver 6-3, 6-4    | Claudia Kohde Kilsch Helena Suková | Martina Navrátilová Wendy Turnbull | Barbara Potter Pam Shriver Sharon Walsh Sophie Amiach              |

## Dicembre
| Settimana   | Torneo                                                                                   | Vincitrici                                  | Finaliste                             | Semifinaliste                        | Eliminate ai quarti                                                 |
| ----------- | ---------------------------------------------------------------------------------------- | ------------------------------------------- | ------------------------------------- | ------------------------------------ | ------------------------------------------------------------------- |
| 10 dicembre | Toray Pan Pacific Open 1984 Tokyo, Giappone Sintetico (indoor) Singolare - Doppio        | Manuela Maleeva 3-6, 6-3, 6-4               | Claudia Kohde Kilsch                  | Carling Bassett-Seguso Helena Suková | Barbara Potter Lisa Bonder-Kreiss Gigi Fernández Catarina Lindqvist |
| 10 dicembre | Toray Pan Pacific Open 1984 Tokyo, Giappone Sintetico (indoor) Singolare - Doppio        | Claudia Kohde Kilsch Helena Suková 6-4, 6-1 | Elizabeth Smylie Catherine Tanvier    | Carling Bassett-Seguso Helena Suková | Barbara Potter Lisa Bonder-Kreiss Gigi Fernández Catarina Lindqvist |
| 31 dicembre | Port St. Lucie Open 1984 Port St. Lucie, Stati Uniti Cemento (indoor) Singolare - Doppio | Catarina Lindqvist 6-3, 6-1                 | Terry Holladay                        | Debbie Spence Pascale Paradis        | Yvonne Vermaak Andrea Leand Kim Sands Joanne Russell                |
| 31 dicembre | Port St. Lucie Open 1984 Port St. Lucie, Stati Uniti Cemento (indoor) Singolare - Doppio | Betsy Nagelsen Paula Smith 6-4, 6-1         | Christiane Jolissaint Marcella Mesker | Debbie Spence Pascale Paradis        | Yvonne Vermaak Andrea Leand Kim Sands Joanne Russell                |